# 왕홀

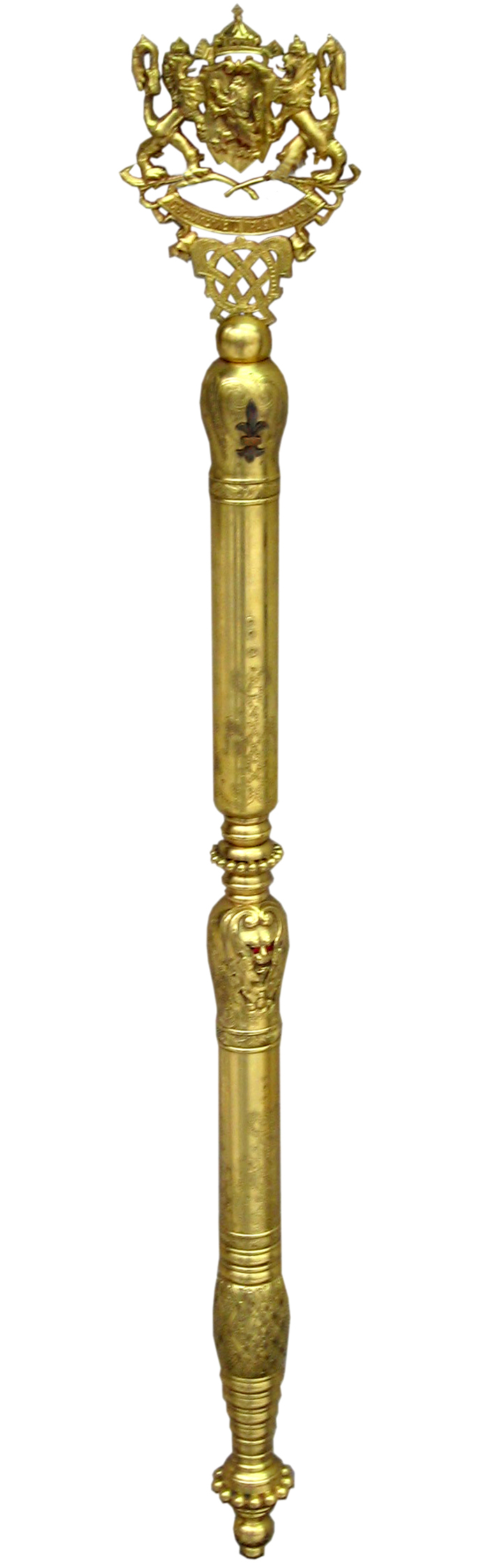

왕홀(王笏, 영어: scepter 또는 sceptre)은 통치하는 유럽계 군주의 손에 쥐는 장식이 화려한 상징적인 지휘봉으로 군주의 레갈리아의 일부에 포함된다. 때로는 종교적인 신성함을 보여준다.

## 유래
긴 지팡이의 형태로 나타나서 왕홀로 묘사한 고대 이집트의 와스와 그밖의 지팡이는 권위의 상징물로 여겼다.

## 같이 보기
- 보주
- 지위로서의 막대기와 지팡이